# Ivar Holmquist
Carl Axel Fredrik Ivar Holmquist, född 22 februari 1879 i Maria församling i Helsingborg, Skåne län, död 24 september 1954 i Djursholm i Danderyds församling, Stockholms län, var en svensk militär (generallöjtnant) och idrottsledare. Han var ordförande i Internationella Skidförbundet 1924–1934 och chef för armén 1940–1944.

## Biografi
Holmquist blev underlöjtnant vid Göta livgarde (I 2) 1899, löjtnant 1903 och gick på Krigshögskolan 1902–1904 samt skjutskolan 1904. Holmquist var aspirant vid generalstaben 1905–1907, stabsadjutant och löjtnant vid generalstaben 1908, kapten där 1912 och vid Göta livgarde 1917. Han var stabsadjutant och kapten vid generalstaben 1919, överadjutant och major där 1919 samt gick på krigshögskolan i Paris 1920. Han blev major vid Göta livgarde 1924, överstelöjtnant 1925, överste och chef för Norrbottens regemente (I 19) 1928 och brigadchef vid Norra arméfördelningen 1934. Holmquist blev generalmajor i armén 1935, var chef för II. arméfördelningen 1937 samt var generallöjtnant och chef för armén 1940–1944.
Han genomförde studieresa i Ryssland 1908, var lärare vid Krigshögskolan 1911–1917, kommenderad till österrikiska-ungerska armén 1912 och var stabschef vid Ålands detachement 1918. Holmquist var sekreterare vid förhandlingarna angående demoleringen av Ålands befästningar 1918, 1919, gick på krigshögskolan i Paris 1919–1920 och var sakkunnig vid förhandlingarna i Ålandsfrågan inför Nationernas Förbunds råd vid juristkommissionen i Paris och vid konferensen i Genève 1921. Han var lärare vid taktisk kurs för kaptener och ryttmästare 1921, 1924, 1925 och vid vinterkurs för officerare 1923 samt var chef för densamma 1928–1930. Holmquist var svenska arméns representant vid militära skidtävlingar i Oslo 1930, ordförande i Föreningen för skidlöpningens främjande i Sverige, vice ordförande i Svenska Skidförbundet, ordförande i Norrbottens landstormsförbund, ordförande i Internationella Skidförbundet 1924–1934 och hedersordförande från 1934.
Som idrottsledare var Holmquist med om att grunda Internationella Skidförbundet (FIS) och han blev dess förste ordförande under perioden 1924–1934. Sedan år 1900 satt han i Skidfrämjandets (numera Friluftsfrämjandet) styrelse där han sedan blev långvarig och framgångsrik ordförande åren 1923–1950. Som sådan var han automatiskt även vice ordförande i Svenska Skidförbundet (1923–1946). Holmquist verkade i hög grad för att införa alpin skidsport i Sverige och var bland annat initiativtagare till Skidfrämjandets anläggningar i Storlien och Riksgränsen.
Holmquist var son till generallöjtnanten Fredrik Holmquist och friherrinnan Cecilia Raab. Han var i sitt första äktenskap 1904–1920 gift med Thora Nygren (född 1883), dotter till apotekaren Gottfrid Nygren och Augusta Lyon. De var föräldrar till Bengt Holmquist (1907–1992). Han var i sitt andra äktenskap 1924-1936 gift med Mary Hammarberg (född 1880), dotter till grosshandlaren James Hammarberg och Mina Evers. Han gifte sig för tredje gången 1936 med Astrid Minda Bäckström (1899–1996), dotter till professorn Helge Bäckström och sångerskan Ragnhild Juell. Ivar Holmquist är begravd på Djursholms begravningsplats.

## Utmärkelser
Holmquists utmärkelser:
- Kommendör av stora korset av Svärdsorden (KmstkSO)
- Riddare av Vasaorden (RVO)
- Finska Frihetskorsets orden med svärd och krona (FFrK1kl m sv o kr)
- Kommendör av Franska Hederslegionen (KFrHL)
- Kommendör av Italienska kronorden (KItKrO)
- Kommendör av 2. klass av Polska orden Polonia Restituta (KPolRest2kl)
- Kommendör av 2. klass av Österrikiska Förtjänstorden (KÖFO2kl)
- Riddare av 1. klass av Finlands Vita Ros’ orden (RFinlVRO1kl)
- Riddare av 3. klass av Ryska Sankt Stanislaus-orden (RRS:tStO3kl)
- Ledamot av Kungliga Krigsvetenskapsakademien (LKrVA)
- Svenska ? guldmedalj (Sv mfb GM)
- Föreningens för skidlöpningens främjande i Sveriges guldmedalj (skdl GM)
- Svenska gymnastik- och idrottsföreningarnas riksförbunds guldmedalj (Sv g if rfb GM)